# Wereldmuseum
El  Wereldmuseum (en español: Museo del Mundo) en provincia de Holanda Meridional en la ciudad holandesa de Róterdam es un museo sobre las culturas del pasado y del presente. Es la continuación del Museum voor Land- en Volkenkunde (Museo de Tierras y Etnología) y está situado en la esquina de Veerhaven y Willemskade. Muestra objetos etnográficos de diferentes culturas de Asia (incluido el arte islámico), Oceanía, África y América.

## Historia
El museo se encuentra en la antigua casa club del Koninklijke Nederlandsche Yachtclub (Real Club Náutico). El edificio data de 1851 y fue inaugurado en 1852 por el rey Guillermo III. El Koninklijke Nederlandsche Yachtclub recibió objetos como regalo de los armadores, científicos y coleccionistas de Róterdam y los expuso en su edificio. Tras la muerte en 1879 del príncipe Enrique, presidente del Koninklijke Nederlandsche Yachtclub, el edificio fue vendido al municipio de Róterdam y en 1885 esto dio lugar a la creación de un museo municipal: el Museum voor Land- en Volkenkunde, que más tarde se convertiría en el Museum voor Volkenkunde.
La colección de artefactos y utensilios de culturas de todo el mundo creció más o menos «al azar» con objetos que los misioneros, marineros, soldados y comerciantes holandeses trajeron como «trofeos» de todo el mundo. Debido al crecimiento de la colección, el edificio fue ampliado en un piso en 1910. Bajo la dirección de Jan Willem van Nouhuys (1915-1934), que había trabajado activamente como investigador y miembro expedicionario en Nueva Guinea, la colección se abordó de manera científica. Creció hasta llegar a unos 110 000 objetos y 100 000 fotografías y diapositivas.

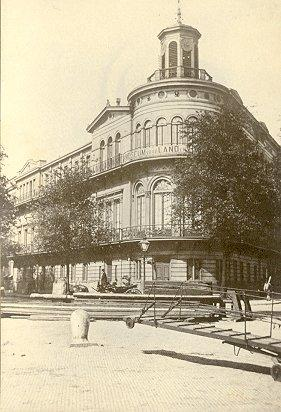
Museum voor Land- en Volkenkunde para la renovación.
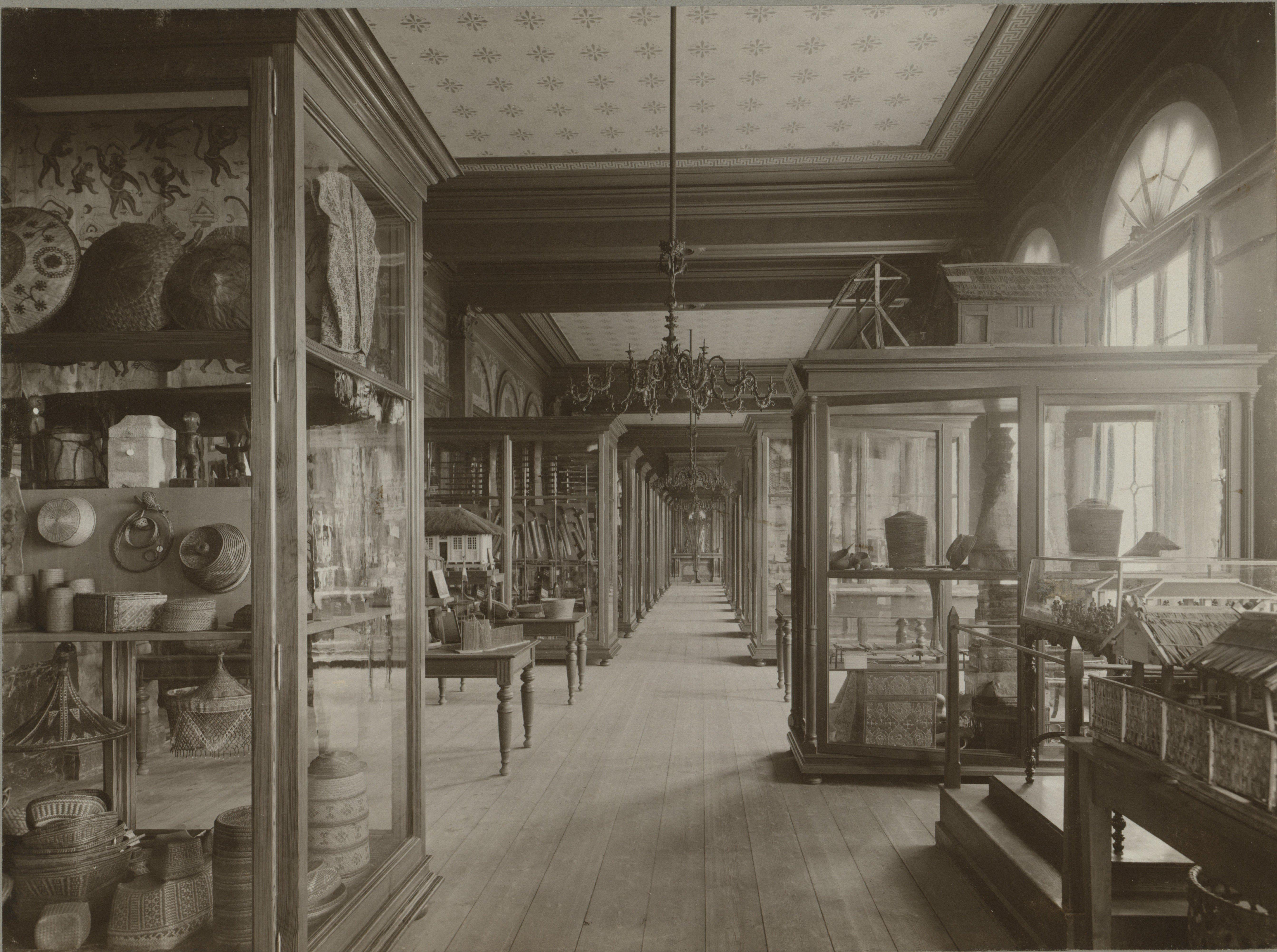
Museum voor Land- en Volkenkunde, interior para la renovación.
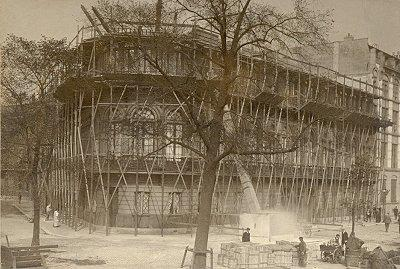
Museum voor Land- en Volkenkunde durante la renovación.
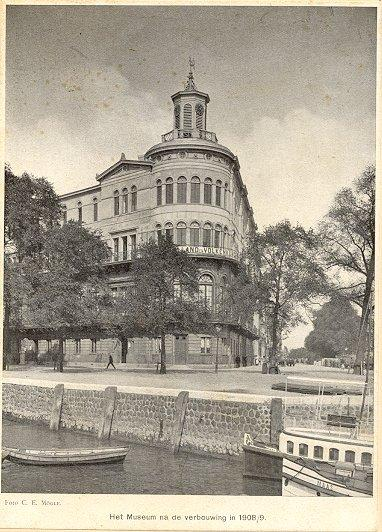
Museum voor Land- en Volkenkunde después de la renovación.
- Noticiero de 1965. Exposición de tejidos de la isla indonesia de Sumba en el Museum voor Land- en Volkenkunde .

En el año 2000 el edificio fue radicalmente reconstruido de nuevo y el museo fue renombrado: Wereldmuseum Rotterdam. Stanley Bremer fue nombrado director el 15 de junio de 2001. En abril de 2015, el museo recibió una noticia negativa después de que una investigación del municipio de Róterdam revelara que el museo había caído en una «espiral negativa». Se había reducido drásticamente el personal y se había prestado demasiada atención a las actividades comerciales del museo, como una propuesta (rechazada) de venta de una parte sustancial de la colección, el alquiler de salas y la restauración, mientras que la colección del museo, que es propiedad en un 80% de la ciudad, apenas se mostraba. También resultó que ya no tenía un órgano supervisor válido. Gracias a un fallo judicial, el consejo municipal tuvo la oportunidad de nombrar al propio consejo supervisor. El nuevo presidente del consejo supervisor indicó inicialmente que el director Stanley Bremer podía quedarse por el momento, pero su partida como director fue anunciada el 24 de abril de 2015.
El 24 de noviembre de 2016, el Ayuntamiento de Róterdam decidió subvencionar anualmente al Wereldmuseum con 5 millones de euros a partir de 2017 con la condición de una colaboración de gran alcance con el Nationaal Museum van Wereldculturen (NMvW). El 21 de marzo de 2017 se anunció que el Wereldmuseum se fusionaría con el NMvW. El Wereldmuseum seguiría siendo una fundación independiente, pero en un acuerdo de cooperación de fecha 8 de mayo de 2017 con el Nationaal Museum van Wereldculturen se acordó combinar la supervisión, la administración, la gestión y la experiencia en materia de colecciones mediante un sindicato del personal. Desde entonces, el director del NMvW, Stijn Schoonderwoerd, también ha sido el director del Wereldmuseum, relevando así a Jan Willem Sieburgh, que ha actuado como director interino desde el 15 de mayo de 2015.
Se propuso que el museo se renovara y reconstruyeraa partir de abril de 2018, después de lo cual el espacio sería suficiente espacio para exponer la colección permanente de Róterdam. La ciudad de Róterdam dispuso 6,3 millones de euros para la renovación.<ref>«Wereldmuseum gaat op de schop». Algemeen Dagblad (en neerlandés). 5 de diciembre de 2017. Consultado el 24 de junio de 2020.</ref